# وقتی به عنوان یک اسلایم تناسخ پیدا کردم
وقتی به عنوان یک اسلایم تناسخ پیدا کردم (به انگلیسی: That Time I Got Reincarnated as a Slime) ⁪ (ژاپنی: 転生したらスライムだった件 هپبورن: Tensei Shitara Suraimu Datta Ken) یک مجموعه لایت ناول فانتزی ژاپنی نوشته فیوز و تصویرگری میتز واه است. داستان در مورد حقوق بگیری است که به قتل می‌رسد و در دنیای شمشیر و جادو به عنوان یک اسلایم با قدرت‌های منحصر به فرد دوباره تناسخ می‌یابد و متحدانی را جمع می‌کند تا کشور هیولاهای خود را بسازد.
از سال ۲۰۱۳ تا ۲۰۱۶ به صورت آنلاین در وب سایت ناشر مؤلف شویسسکا نی نارو منتشر شد. بعداً حق حقوقی داستان توسط مجله Micro خریداری شد که اولین جلد رمان سبک را در سال ۲۰۱۴ منتشر کرد. تا سپتامبر ۲۰۲۲ بیست جلد منتشر شده‌است. این لایت ناول در آمریکای شمالی توسط ین پرس به انگلیسی برگردانده شده که جلد نخست انگلیسی را در دسامبر ۲۰۱۷ منتشر کرد.. یک اقتباس به صورت مانگا توسط کودانشا به همراه پنج مانگا اسپین آف به ترتیب توسط مجله Micro و کودانشا منتشر شده و یک اقتباس مجموعه تلویزیونی انیمه ساخته استودیو ایت بیت از اکتبر ۲۰۱۸ تا مارس ۲۰۱۹ پخش شد. فصل دوم انیمه از ژانویه تا سپتامبر ۲۰۲۱ پخش شد و از دومین مانگای اسپین آف نیز انیمه اقتباس شد که از آوریل تا ژوئن ۲۰۲۱ پخش شد. همچنین یک فیلم انیمه در نوامبر ۲۰۲۲ اکران شد. قرار است فصل سوم در سه‌ماهه دوم ۲۰۲۴ پخش شود.